# Swords Castle
Swords Castle er en tidlig middelalderborg, der ligger i Swords nord for Dublin i Irland. Den blev oprindeligt opført til ærkebiskopperne af Dublin i begyndelsen af 1200-tallet nær floden Ward, men allerede i 1300-tallet var delen af ejendommen forfaldet.
Mindst dele af den var beboet i 1500- og 1600-tallet, og borgen blev brugt som mødested for engelsk-irske familier under oprøreret i Irland i 1641.
Fæstningen blev beskyttet som national monument og Office of Public Works fik ansvar for den i begyndelsen af 1900-tallet. I slutningen af 1900-tallet og begyndelsen af 2000-tallet var den i gang med en længere restaurering og var delvist åben for guidede ture.
Den er på listen over Fingal County Councils Record of Protected Structures.